# ルネ・ド・ブルボン＝パルム
ルネ・ド・ブルボン＝パルム（フランス語: René de Bourbon-Parme, 1894年10月17日 - 1962年7月30日）は、ブルボン＝パルマ家の公子。オーストリア皇后ツィタの弟。
イタリア語名はレナート・ディ・ボルボーネ＝パルマ（Renato di Borbone-Parma）。

## 生涯
最後のパルマ公ロベルト1世と、その2番目の妻でポルトガルの廃王ミゲル1世の娘であるマリア・アントニアの間の第7子、四男として生まれた（父にとっては第19子、9番目の息子である）。オーストリア東部に父が所有するシュヴァルツァウ城で生まれ育った。
1921年6月9日にコペンハーゲンにおいて、デンマーク王子ヴァルデマーの娘マルグレーテと結婚した。デンマーク王室はルター派信徒だが、マルグレーテは母マリー・ドルレアンの元で特別にカトリック信徒として育てられていた。
ルネはフランス国籍を有しており、一家は主にフランスで暮らしたが、暮らしぶりは比較的貧しかった。第2次世界大戦前夜、ルネは一時的にフィンランド軍に義勇兵として入隊している。大戦が始まると、ルネ一家はナチス・ドイツのフランス侵攻から逃れてフランスを出国し、大戦が終わるまでスペイン、ポルトガル、アメリカ合衆国を転々とした。

## 子女
妻マルグレーテとの間に3男1女をもうけた。
- ジャック・マリア・アントワーヌ・ロベール・ワルドマル・シャルル・フェリックス・シクスト・アンスガル（1922年 - 1964年） - 1947年、ビアギッテ・ア・ホルスタイン＝リズラボー伯爵夫人と結婚
- アンヌ・アントワネット・フランソワーズ・シャルロット・ジタ・マルグリット（1923年 - 2016年） - 1948年、ルーマニア元国王ミハイ1世と結婚
- ミシェル・マリー・グザヴィエ・ワルドマル・ジョール・ロベール・カール・エマール（1926年 - 2018年） - 1951年、ブロイ公女ヨランドと結婚（1999年離婚）、2003年にイタリア・サヴォイア家のマリーア・ピアと再婚
- アンドレ・マリー（1928年 - 2011年） - 1960年、Marina Gacryと結婚